# Shannon Kleibrink
Shannon Kleibrink (ur. 7 października 1968 w Norquay, Saskatchewan) – curlerka kanadyjska, brązowa medalistka olimpijska z Turynu.

## Kariera
W 1993 uczestniczyła po raz pierwszy w mistrzostwach Kanady (Scott Tournament of Hearts), reprezentując prowincję Alberta. W 1997 znalazła się w finale kanadyjskich kwalifikacji olimpijskich, w którym uległa Sandrze Schmirler (późniejszej mistrzyni olimpijskiej z Nagano). W 2004 Kleibrink jako pierwsza kobieta na pozycji skipa poprowadziła swoją ekipę do zwycięstwa w mistrzostwach Kanady zespołów mikstowych.
W 2005 zdobyła Puchar Kanady oraz wywalczyła nominację olimpijską. Na igrzyskach olimpijskich w Turynie w 2006 zdobyła ze swoim zespołem (otwierająca Christine Keshen, druga Glenys Bakker, trzecia Amy Nixon, rezerwowa Sandra Jenkins) brązowy medal, w meczu o 3. miejsce pokonując ekipę Norwegii (Dordi Nordby).
W 2008 jej drużyna doszła do finału Scotties Tournament of Hearts, przegrała tam z reprezentacją Manitoby (Jennifer Jones). Rok później zajęła 3. miejsce w Alberta Scotties Tournament of Hearts. Dzięki bardzo dobrej grze w trzech sezonach poprzedzających ZIO 2010 zespół Kleibrink zakwalifikował się do Roar of the Rings 2009, dotarł tam do finału, w którym przegrał 6:7 z Cheryl Bernard.
W Alberta Scotties Tournament of Hearts 2011 Kleibrink w finale 9:4 pokonała Heather Nedohin. Podczas mistrzostw kraju zwyciężyła w 6 meczach i Alberta zajęła 7. pozycję.
W sezonie 2015/16 do Kleibrink i Eyamie dołączyły na drugiej pozycji Sarah Wilkes i na pozycji leada Alison Kotylak. Po sezonie 2017/18 Shannon Kleibrink zakończyła zawodową karierę w curlingu.

## Życie prywatne
Pracuje w przedsiębiorstwie energetycznym Chevron Canada Resources.

## Wielki Szlem
| Turniej                | 2006/2007 | 2007/2008 | 2008/2009 | 2009/2010 | 2010/2011 | 2011/2012 | 2012/2013 | 2013/2014 | 2014/2015 |
| ---------------------- | --------- | --------- | --------- | --------- | --------- | --------- | --------- | --------- | --------- |
| Autumn Gold            | SF        | F         | W         | x         | QF        | F         | SF        | x         | x         |
| Manitoba Lotteries     | SF        | W         | x         | A         | A         | A         | SF        | x         | A*        |
| Colonial Square        | ?*        | ?*        | ?*        | ?*        | A*        | A*        | QF        | x         | A         |
| Masters                | ?*        | ?*        | ?*        | ?*        | ?*        | x*        | QF        | A         | A         |
| Canadian Open          | —         | —         | —         | —         | —         | —         | —         | —         |           |
| Players’ Championships | x         | x         | F         | QF        | QF        | A         | x         | A         |           |

### Nierozgrywane
| Turniej               | 2006/2007 | 2007/2008 | 2008/2009 | 2009/2010 | 2010/2011 |
| --------------------- | --------- | --------- | --------- | --------- | --------- |
| Wayden Transportation | SF        | QF        | x         | —         | —         |
| Sobeys Slam           | —         | SF        | x         | —         | A         |

| *  | = turniej niezaliczany do cyklu Wielkiego Szlema |
| —  | = turniej nie odbył się                          |
| A  | = nie uczestniczyła                              |
| x  | = nie zakwalifikowała się do fazy finałowej      |
| QF | = ćwierćfinał                                    |
| SF | = półfinał                                       |
| F  | = finał                                          |
| W  | = zwycięstwo                                     |

## Drużyna
|           | Czwarta           | Trzecia         | Druga           | Otwierająca        |
| --------- | ----------------- | --------------- | --------------- | ------------------ |
| 2017/2018 | Shannon Kleibrink | Lisa Eyamie     | Sarah Wilkes    | Alison Kotylak     |
| 2016/2017 | Shannon Kleibrink | Lisa Eyamie     | Sarah Wilkes    | Alison Kotylak     |
| 2015/2016 | Shannon Kleibrink | Lisa Eyamie     | Sarah Wilkes    | Alison Kotylak     |
| 2014/2015 | Shannon Kleibrink | Lisa Eyamie     | Nikki Smith     | Darah Blandford    |
| 2012/2014 | Shannon Kleibrink | Bronwen Webster | Kalynn Park     | Chelsey Matson     |
| 2007/2012 | Shannon Kleibrink | Amy Nixon       | Bronwen Webster | Chelsey Matson     |
| 2006/2007 | Shannon Kleibrink | Amy Nixon       | Bronwen Webster | Christine Keshen   |
| 2004/2006 | Shannon Kleibrink | Amy Nixon       | Glenys Bakker   | Christine Keshen   |
| 2003/2004 | Shannon Kleibrink | Amy Nixon       | Glenys Bakker   | Stephanie Marchand |
| 2000/2002 | Shannon Kleibrink | Judy Pendergast | Deb Pendergast  | Cheryl Meek        |
| 1996/1997 | Shannon Kleibrink | Glenys Bakker   | Shannon Nimmo   | Joanne Sipka       |
| 1992/1993 | Shannon Kleibrink | Sandra Jenkins  | Sally Shigehiro | Joanne Wright      |

## CTRS
Pozycje drużyn Shannon Kleibrink w rankingu CTRS:
- 2017/2018: 21.
- 2016/2017: 15.
- 2015/2016: 16.
- 2014/2015: 29.
- 2013/2014: 44.
- 2012/2013: 6.
- 2011/2012: 11.
- 2010/2011: 3.
- 2009/2010: 5.
- 2008/2009: 1.
- 2007/2008: 2.
- 2006/2007: 5.
- 2005/2006: 3.